# Mr.Bricolage

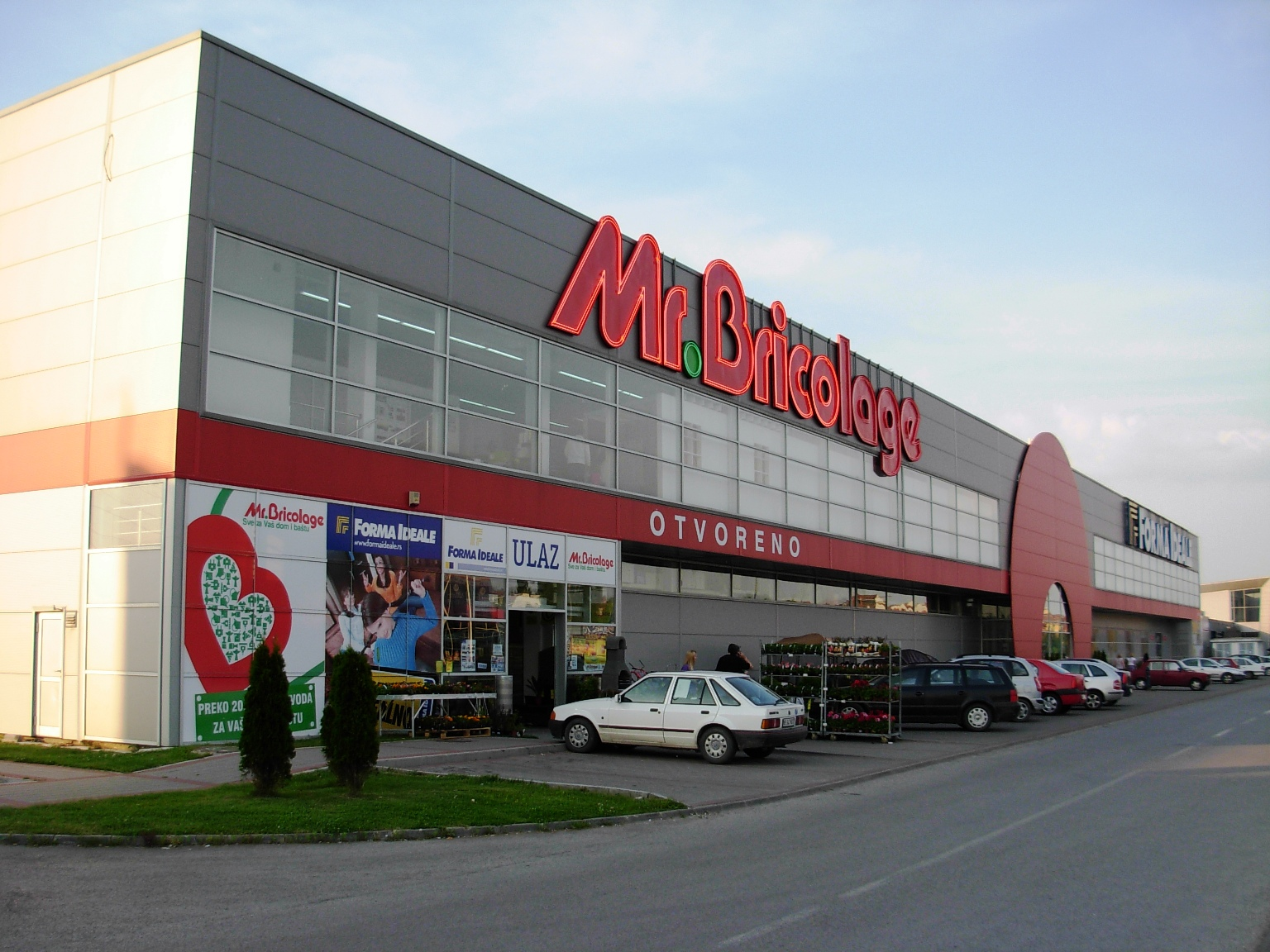
Vestiging in Novi Sad, Servië

Mr.Bricolage is een groep Franse bouwmarktketens. De keten beschikte in 2009 over 705 winkels waarvan zo'n 50 in het buitenland. Mr.Bricolage is het derde bedrijf op de Franse doe-het-zelfmarkt. 
Van de 705 winkels voeren 423 de naam Mr.Bricolage zelf, 178 voeren de naam Briconautes en 104 de naam Catena. 